# Jaime de Almeida
Jaime de Almeida (São Fidélis, 28 de agosto de 1920 — Lima, 17 de mayo de 1973) fue un futbolista y entrenador brasileño. Jugaba de centrocampista y su último club como entrenador fue el Defensor Arica de la Primera División del Perú.

## Trayectoria

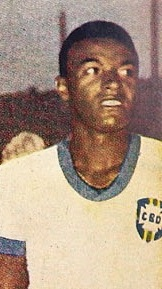
Jaime de almeida con la selección de Brasil

Debutó por Sete de Setembro-MG en el año 1939, tuvo un paso por Atlético Mineiro en 1940, para luego recalar en Flamengo como refuerzo de cara a la temporada de 1941, quedándose hasta 1950. En sus inicios, actuaba como volante de primera línea. Poco después de llegar al Flamengo fue reinventado como volante por izquierda, posición en la cual se consagraría. Fue también entrenador del club en varias ocasiones durante las décadas de 1940 y 1950, a veces fungiendo de jugador y entrenador al mismo tiempo.
Por Flamengo disputó 342 partidos y metió 31 goles como jugador. Dirigió 69 cuando le tocó estar en el banquillo. También hizo de supervisor durante el segundo tricampeonato del club, en 1953, 1954 y 1955.
Capitán del Flamengo durante la conquista del tricampeonato carioca en 1942, 1943 y 1944; era un atleta de comportamiento ejemplar, disciplinado y de juego limpio, ya que jamás fue expulsado del campo de juego. Por este motivo, fue uno de los primeros en recibir, el 24 de noviembre de 1949, el premio Belfort Duarte.
Por la selección brasileña, disputó los Campeonato Sudamericano de Selecciones de 1942, 1945 e 1946, además de la Copa Roca de 1945 (la cual ganó) y de la Copa Río Branco de 1946. Disputó 15 partidos y metió un gol, contra Colombia en el Sudamericano de 1945. También fue varias veces capitán de la selección carioca en el antiguo Campeonato Brasileño de Selecciones de los años 40.
En 1961 llegó al fútbol peruano para dirigir al Alianza Lima, uno de los clubes más populares del país. Fue campeón peruano en 1962, 1963 y 1965 al mando del equipo. En 1966 hizo debutar a Teófilo Cubillas, una de las mayores estrellas futbolísticas peruanas de todos los tiempos, en el equipo profesional de Alianza. Después pasaría a fungir como mánager en el club, asumiendo interinamente el cargo de técnico en varias ocasiones. En 1962, mientras dirigía a Alianza Lima, llegó a dirigir a la selección peruana en un amistoso. Por último, dirigió al Defensor Arica en 1972, club que agarró complicado con el descenso y al cual no pudo salvar. Falleció en la capital peruana el 17 de mayo de 1973, a los 52 anos, víctima de una trombosis cerebral, siendo enterrado en el Cementerio El Ángel.
Jayme era hermano de la antropóloga Lélia Gonzalez y padre del también futbolista y entrenador Jayme de Almeida.

## Selección nacional

### Participaciones en torneos internacionales
| Torneo                  | Año  | Sede      | Resultado      | Partidos | Goles |
| ----------------------- | ---- | --------- | -------------- | -------- | ----- |
| Campeonato Sudamericano | 1942 | Uruguay   | Tercer puesto  | 2        | 0     |
| Campeonato Sudamericano | 1945 | Chile     | Segundo puesto | 5        | 1     |
| Copa Roca               | 1945 | Brasil    | Campeón        | 3        | 1     |
| Campeonato Sudamericano | 1946 | Argentina | Segundo puesto | 3        | 0     |
| Copa Río Branco         | 1947 | Brasil    | Campeón        | 2        | 0     |

## Clubes

### Jugador
| Club                | País   | Años        |
| ------------------- | ------ | ----------- |
| Sete de Setembro FC | Brasil | 1939        |
| Atlético Mineiro    | Brasil | 1940        |
| Flamengo            | Brasil | 1941 - 1950 |

### Entrenador
| Club           | País   | Años        |
| -------------- | ------ | ----------- |
| Flamengo       | Brasil | 1946 - 1960 |
| Alianza Lima   | Perú   | 1961 - 1971 |
| Defensor Arica | Perú   | 1972        |

## Títulos

### Como jugador
Flamengo
- Campeonato Carioca: 1942,1943 e 1944
- Torneio Relâmpago do Rio de Janeiro: 1943
- Torneio Início do Rio de Janeiro: 1946
- Troféu Cezar Aboud (MA): 1948
- Troféu Embaixada Brasileira na Guatemala: 1949
- Troféu El Comité Nacional Olímpico da Guatemala: 1949
- Taça Cidade de Ilhéus (BA): 1950

Selección Brasileña
- Copa Roca: 1945

### Como entrenador
Flamengo
- Torneio Quadrangular da Argentina: 1953

Alianza Lima
- Campeonato Peruano: 1962, 1963, 1965